# Sklęczki
Sklęczki – część miasta Kutna na wschodnim krańcu miasta, na lewym brzegu rzeki Ochni.
Sklęczki mają przede wszystkim charakter dzielnicy przemysłowej. To tutaj znajduje się Kutnowski Park Agro-Przemysłowy, obszar specjalnie przygotowany do realizacji inwestycji przemysłowych, oraz Łódzka Specjalna Strefa Ekonomiczna – Podstrefa Kutno.
Przez środek dzielnicy przebiega obwodnica Kutna na trasie z Warszawy do Poznania – część drogi krajowej nr 92, na jej zachodnim krańcu, w tzw. Józefowie biegnie odcinek końcowy północnej obwodnicy miasta na drodze krajowej nr 60, natomiast przez wschodnią część dzielnicy przebiega autostrada A1.
W Sklęczkach znajdują się również Skład Kutno będący częścią 3 Regionalnej Bazy Logistycznej oraz otwarty w latach 70. przystanek kolejowy i stacja towarowa.

## Historia
Dawniej samodzielna miejscowość. Od 1867 w gminie Krzyżanówek. W okresie międzywojennym należały do powiatu kutnowskiego w woj. warszawskim. 20 października 1933 utworzono gromadę Sklęczki w granicach gminy Krzyżanówek, składającą się z folwarku i parcelacji Sklęczki oraz wsi Kotliska Małe.  1 kwietnia 1939 wraz z całym powiatem kutnowskim przeniesione do woj. łódzkiego. Podczas II wojny światowej włączone do III Rzeszy.
Po wojnie Sklęczki powróciły do powiatu kutnowskiego w województwie łódzkim, gdzie stanowiły jedną z 27 gromad gminy Krzyżanówek. W związku z reorganizacją administracji wiejskiej jesienią 1954, Sklęczki weszły w skład nowej gromady Kutno, a po jej zniesieniu 29 lutego 1956 – do gromady Bielawki. Gromadę Bielawki  zniesiono 1 lipca 1968, a Sklęczki włączono do nowo utworzonej gromady Kutno-Wschód. W 1971 roku wraz z Kotliskami Małymi liczyły 375 mieszkańców.
Od 1 stycznia 1973 w gminie Kutno jako część sołectwa Sklęczki, obejmującego także Kotliska Małe. W latach 1975–1987 miejscowość należała administracyjnie do województwa płockiego.
2 lipca 1976 Sklęczki włączono do Kutna.